# Belgrandiella fuchsi
Belgrandiella fuchsi é uma espécie de gastrópode  da família Hydrobiidae.
É endémica de Austria.